# 国際刑事裁判所ローマ規程の締約国

締約国
未批准の署名国
後に脱退した締約国
後に署名を撤回した署名国
非加盟国

国際刑事裁判所ローマ規程の締約国（こくさいけいじさいばんしょローマきていのていやくこく）は、国際刑事裁判所ローマ規程（ローマ規程）を批准し、またはその他の方法により同規程に加盟した国家のことである。

## ローマ規程
ローマ規程は、締約国の国民によって、あるいは締約国の領域内で犯された、集団殺害犯罪や人道に対する犯罪、戦争犯罪を含む一定の国際犯罪について管轄権を有する国際裁判所である国際刑事裁判所（ICC）を設立するための条約である。
締約国は、同裁判所から要請された際には、訴追された者の逮捕および引渡しや、証拠や証人を利用できるようにするといった協力を行うことが、法的に義務づけられている。
締約国は、同裁判所の運営主体である締約国会議に参加し、議事において投票する権利を有する。
かかる議事には、裁判官や検察官といった構成員の選挙、同裁判所の予算の承認およびローマ規程の改正条項の採択が含まれる。

## 締約国
2025年1月8日現在、125か国がローマ規程に批准又は加入している。
| 締約国                           | 署名           | 批准又は加入   | 発効          | 第1改正 | 第2改正 | 第3改正 |
| -------------------------------- | -------------- | -------------- | ------------- | ------- | ------- | ------- |
| アフガニスタン                   | —              | 2003年2月10日  | 2003年5月1日  | —       | —       | —       |
| アルバニア                       | 1998年7月18日  | 2003年1月31日  | 2003年5月1日  | —       | —       | —       |
| アンドラ                         | 1998年7月18日  | 2001年4月30日  | 2002年7月1日  | 有効    | 有効    | —       |
| アンティグア・バーブーダ         | 1998年10月23日 | 2001年6月18日  | 2002年7月1日  | —       | —       | —       |
| アルゼンチン                     | 1999年1月8日   | 2001年2月8日   | 2002年7月1日  | 有効    | 有効    | —       |
| アルメニア                       | 1999年10月1日  | 2023年11月14日 | 2024年2月1日  | —       | —       | —       |
| オーストラリア                   | 1998年12月9日  | 2002年7月1日   | 2002年9月1日  | —       | —       | —       |
| オーストリア                     | 1998年10月7日  | 2000年12月28日 | 2002年7月1日  | 有効    | 有効    | 批准    |
| バングラデシュ                   | 1999年9月16日  | 2010年3月23日  | 2010年6月1日  | —       | —       | —       |
| バルバドス                       | 2000年9月8日   | 2002年12月10日 | 2003年3月1日  | —       | —       | —       |
| ベルギー                         | 1998年9月10日  | 2000年6月28日  | 2002年7月1日  | 有効    | 有効    | —       |
| ベリーズ                         | 2000年4月5日   | 2000年4月5日   | 2002年7月1日  | —       | —       | —       |
| ベナン                           | 1999年9月24日  | 2002年1月22日  | 2002年7月1日  | —       | —       | —       |
| ボリビア                         | 1998年7月17日  | 2002年6月27日  | 2002年9月1日  | —       | —       | —       |
| ボスニア・ヘルツェゴビナ         | 1998年7月17日  | 2002年4月11日  | 2002年7月1日  | —       | —       | —       |
| ボツワナ                         | 2000年9月8日   | 2000年9月8日   | 2002年7月1日  | 有効    | 有効    | —       |
| ブラジル                         | 2000年2月7日   | 2002年6月20日  | 2002年9月1日  | —       | —       | —       |
| ブルガリア                       | 1999年2月11日  | 2002年4月11日  | 2002年7月1日  | —       | —       | —       |
| ブルキナファソ                   | 1998年11月30日 | 2004年4月16日  | 2004年7月1日  | —       | —       | —       |
| カンボジア                       | 2000年10月23日 | 2002年4月11日  | 2002年7月1日  | —       | —       | —       |
| カナダ                           | 1998年12月18日 | 2000年7月7日   | 2002年7月1日  | —       | —       | —       |
| カーボベルデ                     | 2000年12月28日 | 2011年10月10日 | 2012年1月1日  | —       | —       | —       |
| 中央アフリカ共和国               | 1999年12月12日 | 2001年10月3日  | 2002年7月1日  | —       | —       | —       |
| チャド                           | 1999年10月20日 | 2006年11月1日  | 2007年1月1日  | —       | —       | —       |
| チリ                             | 1998年9月11日  | 2009年6月29日  | 2009年9月1日  | 有効    | 有効    | —       |
| コロンビア                       | 1998年12月10日 | 2002年8月5日   | 2002年11月1日 | —       | —       | —       |
| コモロ                           | 2000年9月22日  | 2006年8月18日  | 2006年11月1日 | —       | —       | —       |
| コンゴ民主共和国                 | 2000年9月8日   | 2002年4月11日  | 2002年7月1日  | —       | —       | —       |
| コンゴ共和国                     | 1998年7月17日  | 2004年5月3日   | 2004年8月1日  | —       | —       | —       |
| クック諸島                       | —              | 2008年7月18日  | 2008年10月1日 | —       | —       | —       |
| コスタリカ                       | 1998年10月7日  | 2001年6月7日   | 2002年7月1日  | 有効    | 有効    | —       |
| コートジボワール                 | 1998年11月30日 | 2013年2月15日  | 2013年5月1日  | —       | —       | —       |
| クロアチア                       | 1998年10月12日 | 2001年5月21日  | 2002年7月1日  | 有効    | 有効    | 批准    |
| キプロス                         | 1998年10月15日 | 2002年3月7日   | 2002年7月1日  | 有効    | 有効    | —       |
| チェコ                           | 1999年4月13日  | 2009年7月21日  | 2009年10月1日 | 有効    | 有効    | —       |
| デンマーク                       | 1998年9月25日  | 2001年6月21日  | 2002年7月1日  | —       | —       | —       |
| ジブチ                           | 1998年10月7日  | 2002年11月5日  | 2003年2月1日  | —       | —       | —       |
| ドミニカ国                       | —              | 2001年2月12日  | 2002年7月1日  | —       | —       | —       |
| ドミニカ共和国                   | 2000年9月8日   | 2005年5月12日  | 2005年8月1日  | —       | —       | —       |
| 東ティモール                     | —              | 2002年9月6日   | 2002年12月1日 | —       | —       | —       |
| エクアドル                       | 1998年10月7日  | 2002年2月5日   | 2002年7月1日  | —       | —       | —       |
| エルサルバドル                   | —              | 2016年3月3日   | 2016年6月1日  | 有効    | 有効    | —       |
| エストニア                       | 1999年12月27日 | 2002年1月30日  | 2002年7月1日  | 有効    | 有効    | —       |
| フィジー                         | 1999年11月29日 | 1999年11月29日 | 2002年7月1日  | —       | —       | —       |
| フィンランド                     | 1998年10月7日  | 2000年12月29日 | 2002年7月1日  | 有効    | 有効    | 批准    |
| フランス                         | 1998年7月18日  | 2000年6月9日   | 2002年7月1日  | —       | —       | 批准    |
| ガボン                           | 1998年12月22日 | 2000年9月20日  | 2002年7月1日  | —       | —       | —       |
| ガンビア                         | 1998年12月4日  | 2002年6月28日  | 2002年9月1日  | —       | —       | —       |
| ジョージア                       | 1998年7月18日  | 2003年9月5日   | 2003年12月1日 | 有効    | 有効    | —       |
| ドイツ                           | 1998年12月10日 | 2000年12月11日 | 2002年7月1日  | 有効    | 有効    | —       |
| ガーナ                           | 1998年7月18日  | 1999年12月20日 | 2002年7月1日  | —       | —       | —       |
| ギリシャ                         | 1998年7月18日  | 2002年5月15日  | 2002年8月1日  | —       | —       | —       |
| グレナダ                         | —              | 2011年5月19日  | 2011年8月1日  | —       | —       | —       |
| グアテマラ                       | —              | 2012年4月2日   | 2012年7月1日  | —       | —       | —       |
| ギニア                           | 2000年9月7日   | 2003年7月14日  | 2003年10月1日 | —       | —       | —       |
| ガイアナ                         | 2000年12月28日 | 2004年9月24日  | 2004年12月1日 | 批准    | 批准    | —       |
| ホンジュラス                     | 1998年10月7日  | 2002年7月1日   | 2002年9月1日  | —       | —       | —       |
| ハンガリー                       | 1999年1月15日  | 2001年11月30日 | 2002年7月1日  | —       | —       | —       |
| アイスランド                     | 1998年8月26日  | 2000年5月25日  | 2002年7月1日  | —       | 有効    | —       |
| アイルランド                     | 1998年10月7日  | 2002年4月11日  | 2002年7月1日  | —       | 批准    | —       |
| イタリア                         | 1998年7月18日  | 1999年7月26日  | 2002年7月1日  | —       | —       | 批准    |
| 日本                             | —              | 2007年7月17日  | 2007年10月1日 | —       | —       | —       |
| ヨルダン                         | 1998年10月7日  | 2002年4月11日  | 2002年7月1日  | —       | —       | —       |
| ケニア                           | 1999年8月11日  | 2005年3月15日  | 2005年6月1日  | —       | —       | —       |
| キリバス                         | —              | 2019年11月26日 | 2020年2月1日  | —       | —       | —       |
| 大韓民国                         | 2000年3月8日   | 2002年11月13日 | 2003年2月1日  | —       | —       | —       |
| ラトビア                         | 1999年4月22日  | 2002年6月28日  | 2002年9月1日  | 有効    | 有効    | —       |
| レソト                           | 1998年11月30日 | 2000年9月6日   | 2002年7月1日  | —       | —       | —       |
| リベリア                         | 1998年7月17日  | 2004年9月22日  | 2004年12月1日 | —       | —       | —       |
| リヒテンシュタイン               | 1998年7月18日  | 2001年10月2日  | 2002年7月1日  | 有効    | 有効    | —       |
| リトアニア                       | 1998年12月10日 | 2003年5月12日  | 2003年8月1日  | 有効    | 有効    | —       |
| ルクセンブルク                   | 1998年10月13日 | 2000年9月8日   | 2002年7月1日  | 有効    | 有効    | —       |
| 北マケドニア                     | 1998年10月7日  | 2002年3月6日   | 2002年7月1日  | 有効    | 有効    | —       |
| マダガスカル                     | 1998年7月18日  | 2008年3月14日  | 2008年6月1日  | —       | —       | —       |
| マラウイ                         | 1999年3月2日   | 2002年9月19日  | 2002年12月1日 | —       | —       | —       |
| モルディブ                       | —              | 2011年9月21日  | 2011年12月1日 | —       | —       | —       |
| マリ                             | 1998年7月17日  | 2000年8月16日  | 2002年7月1日  | —       | —       | —       |
| マルタ                           | 1998年7月17日  | 2002年11月29日 | 2003年2月1日  | 有効    | 有効    | —       |
| マーシャル諸島                   | 2000年9月6日   | 2000年12月7日  | 2002年7月1日  | —       | —       | —       |
| モーリシャス                     | 1998年11月11日 | 2002年3月5日   | 2002年7月1日  | 有効    | —       | —       |
| メキシコ                         | 2000年9月7日   | 2005年10月28日 | 2006年1月1日  | —       | —       | —       |
| モルドバ                         | 2000年9月8日   | 2010年10月12日 | 2011年1月1日  | —       | —       | —       |
| モンゴル                         | 2000年12月29日 | 2002年4月11日  | 2002年7月1日  | —       | —       | —       |
| モンテネグロ                     | —              | 2006年10月23日 | 2006年6月3日  | —       | —       | —       |
| ナミビア                         | 1998年10月27日 | 2002年6月25日  | 2002年9月1日  | —       | —       | —       |
| ナウル                           | 2000年12月13日 | 2001年11月12日 | 2002年7月1日  | —       | —       | —       |
| オランダ王国                     | 1998年7月18日  | 2001年7月17日  | 2002年7月1日  | 有効    | 有効    | 批准    |
| ニュージーランド                 | 1998年10月7日  | 2000年9月7日   | 2002年7月1日  | —       | —       | —       |
| ニジェール                       | 1998年7月17日  | 2002年4月11日  | 2002年7月1日  | —       | —       | —       |
| ナイジェリア                     | 2000年6月1日   | 2001年9月27日  | 2002年7月1日  | —       | —       | —       |
| ノルウェー                       | 1998年8月28日  | 2000年2月16日  | 2002年7月1日  | 有効    | —       | 批准    |
| パレスチナ                       | —              | 2015年1月2日   | 2015年4月1日  | 批准    | 有効    | —       |
| パナマ                           | 1998年7月18日  | 2002年3月21日  | 2002年7月1日  | 有効    | 有効    | —       |
| パラグアイ                       | 1998年10月7日  | 2001年5月14日  | 2002年7月1日  | —       | —       | —       |
| ペルー                           | 2000年12月7日  | 2001年11月10日 | 2002年7月1日  | —       | —       | —       |
| フィリピン                       | 2000年12月28日 | 2011年8月30日  | 2011年11月1日 | —       | —       | —       |
| ポーランド                       | 1999年4月9日   | 2001年11月12日 | 2002年7月1日  | 有効    | 有効    | —       |
| ポルトガル                       | 1998年10月7日  | 2002年2月5日   | 2002年7月1日  | 有効    | 有効    | 批准    |
| ルーマニア                       | 1999年7月7日   | 2002年4月11日  | 2002年7月1日  | —       | —       | 批准    |
| セントクリストファー・ネイビス   | —              | 2006年8月22日  | 2006年11月1日 | —       | —       | —       |
| セントルシア                     | 1999年8月27日  | 2010年8月18日  | 2010年11月1日 | —       | —       | —       |
| セントビンセント・グレナディーン | —              | 2002年12月3日  | 2003年3月1日  | —       | —       | —       |
| サモア                           | 1998年7月17日  | 2002年9月16日  | 2002年12月1日 | 有効    | 有効    | —       |
| サンマリノ                       | 1998年7月18日  | 1999年5月13日  | 2002年7月1日  | 有効    | 有効    | —       |
| セネガル                         | 1998年7月18日  | 1999年2月2日   | 2002年7月1日  | —       | —       | —       |
| セルビア                         | 2000年12月19日 | 2001年9月6日   | 2002年7月1日  | —       | —       | —       |
| セーシェル                       | 2000年12月28日 | 2010年8月10日  | 2010年11月1日 | —       | —       | —       |
| シエラレオネ                     | 1998年10月17日 | 2000年9月15日  | 2002年7月1日  | —       | —       | —       |
| スロバキア                       | 1998年12月23日 | 2002年4月11日  | 2002年7月1日  | 有効    | 有効    | 批准    |
| スロベニア                       | 1998年10月7日  | 2001年12月31日 | 2002年7月1日  | 有効    | 有効    | —       |
| 南アフリカ                       | 1998年7月17日  | 2000年11月27日 | 2002年7月1日  | —       | —       | —       |
| スペイン                         | 1998年7月18日  | 2000年10月24日 | 2002年7月1日  | 有効    | 有効    | —       |
| スリナム                         | —              | 2008年7月15日  | 2008年10月1日 | —       | —       | —       |
| スウェーデン                     | 1998年10月7日  | 2001年6月28日  | 2002年7月1日  | —       | —       | —       |
| スイス                           | 1998年7月18日  | 2001年10月12日 | 2002年7月1日  | 有効    | 有効    | 批准    |
| タンザニア                       | 2000年12月29日 | 2002年8月20日  | 2002年11月1日 | —       | —       | —       |
| タジキスタン                     | 1998年11月30日 | 2000年5月5日   | 2002年7月1日  | —       | —       | —       |
| トリニダード・トバゴ             | 1999年3月23日  | 1999年4月6日   | 2002年7月1日  | 有効    | 有効    | —       |
| チュニジア                       | —              | 2011年6月24日  | 2011年9月1日  | —       | —       | —       |
| ウガンダ                         | 1999年3月17日  | 2002年6月14日  | 2002年9月1日  | —       | —       | —       |
| ウクライナ                       | 2000年1月20日  | 2024年10月25日 | 2025年1月1日  | 有効    | 有効    | ー      |
| イギリス                         | 1998年11月30日 | 2001年10月4日  | 2002年7月1日  | —       | —       | —       |
| ウルグアイ                       | 2000年12月19日 | 2002年6月28日  | 2002年9月1日  | 有効    | 有効    | —       |
| バヌアツ                         | —              | 2011年12月2日  | 2012年2月1日  | —       | —       | —       |
| ベネズエラ                       | 1998年10月14日 | 2000年6月7日   | 2002年7月1日  | —       | —       | —       |
| ザンビア                         | 1998年7月17日  | 2002年11月13日 | 2003年2月1日  | —       | —       | —       |

### 脱退した国
ローマ規程第127条は、国家がICCからの脱退することを認めている。脱退は、寄託者に対する通告の1年後に発効し、既に開始されている訴追には影響しない。2021年6月現在、4か国が規程からの脱退の意図を正式に通告したものの、2か国は、発効前に撤回した。
| 締約国     | 署名           | 批准又は加入   | 発効          | 脱退通告       | 脱退日         | 脱退撤回      |
| ---------- | -------------- | -------------- | ------------- | -------------- | -------------- | ------------- |
| ブルンジ   | 1999年1月13日  | 2004年9月21日  | 2004年12月1日 | 2016年10月27日 | 2017年10月27日 | —             |
| ガンビア   | 1998年12月4日  | 2002年6月28日  | 2002年9月1日  | 2016年11月10日 | —              | 2017年2月10日 |
| フィリピン | 2000年12月28日 | 2011年8月30日  | 2011年11月1日 | 2018年3月17日  | 2019年3月17日  | —             |
| 南アフリカ | 1998年7月17日  | 2000年11月27日 | 2002年7月1日  | 2016年10月19日 | —              | 2017年3月7日  |

いくつかの国家は、ICCが、裕福で強力な国家が犯した犯罪を見逃す一方で、弱小国の指導者のみを罰しており、西洋帝国主義のツールとなっていると主張している。このような意見は、特にアフリカの国々が表明してきている。アフリカの国々のうち34か国はICCの加盟国であるが、かかる意見は、国際刑事裁判所が過大にアフリカに焦点を当てていると受け止められていることによる。これまでにICCが捜査を行った事件の9割は、アフリカの国々で起こったものであった。
2009年6月、コモロ、ジブチ、セネガル等のいくつかのアフリカの国家は、アフリカの締約国に対し、スーダンのオマル・アル＝バシール大統領の訴追への抗議のため、規程から「集団で」脱退するよう求めた。2013年9月、ケニアの国民議会は、同国のウィリアム・ルトー副大統領およびウフル・ケニヤッタ大統領（両名は職務に就く前に訴追された）に対するICCの捜査に抗議するため、ICCからの脱退動議を可決した。10月に行われたアフリカ連合の特別首脳会議では、ケニアの権力者の公判に呼応したアフリカの加盟国によるICCからの大量脱退について、議論がなされた。首脳会議では、在任中の国家元首は公判にかけられるべきではない旨およびケニアの事件は延期されるべき旨の結論に至った。しかし、同首脳会議は、大量脱退の提案については、支持が不足していたことから、承認しなかった。11月には、ICCの締約国会議はこれに応じて、アフリカ連合の懸念事項に対処するため、提案されたローマ規程の改正を検討することで合意した。
2016年10月から11月にかけて、ブルンジ、南アフリカおよびガンビアは、ICCからの脱退の意思を国連事務総長に通告した。当時、ブルンジは進行中のICCによる事前捜査の対象であった。南アフリカは、同国内にスーダンのアル＝バシールがいた際、同人に対するICCの逮捕状を執行することを拒み、脱退通告をした。同年、その後に行われたガンビアの大統領選挙においてヤヒヤ・ジャメの長期政権が終わると、ガンビアは脱退通告を撤回した。南アフリカの通告については、野党民主同盟から、議会の承認が必要であるがその要求がないとして合憲性が争われた。2017年2月、南アフリカの高等裁判所は、政府の通告は合法でなく、2017年3月7日をもって通告が廃止される必要があると判示した。その後、政府は、議会におけるICC脱退についての議案を取り下げた。しかしながら、与党アフリカ民族会議は、なお脱退を支持している。
2018年3月14日、ICCによる事前捜査を受けているフィリピン大統領のロドリゴ・ドゥテルテは、ローマ規程からの脱退を発表した。脱退は2019年3月17日に発効する予定である。脱退の法的有効性については、フィリピンの最高裁判所で争われている。

### 国内実施法
ローマ規程は、締約国に対し、被疑者の逮捕および引渡しを含む犯罪の捜査および訴追について、国際刑事裁判所への協力を義務づけている。規程第9部は、全締約国に対し、「自国の国内法の手続がこの部に定めるすべての形態の協力のために利用可能であることを確保する」ことを要求している。
ローマ規程の補完性原則に基づき、国際刑事裁判所は、関係国が自ら事件を捜査し、適切な場合に訴追する意思がないか、不可能である場合にのみ、当該事件の管轄を有する。したがって、多くの締約国は、国際刑事裁判所の管轄に属する犯罪を捜査し、訴追することを可能にするための国内法を施行している。
2006年4月現在、以下の国が国内実施法を制定又は起草している。
| 国 | 補完性に関する立法 | 協力に関する立法 |
| --- | ------------------ | ---------------- |
| オーストラリア、ベルギー、ボスニア・ヘルツェゴビナ、ブルガリア、カナダ、クロアチア、デンマーク、エストニア、フィンランド、ジョージア、ドイツ、アイスランド、リヒテンシュタイン、リトアニア、マルタ、オランダ、ニュージーランド、スロバキア、南アフリカ、スペイン、トリニダード・トバゴ、イギリス                                                                                           | 成立               | 成立             |
| コロンビア、コンゴ共和国、セルビア、モンテネグロ | 成立               | 起草段階         |
| ブルンジ、コスタリカ、マリ、ニジェール、ポルトガル | 成立               | なし             |
| フランス、ノルウェー、ペルー、ポーランド、スロベニア、スウェーデン、スイス | 起草段階           | 成立             |
| オーストリア、日本、ラトビア、ルーマニア | なし               | 成立             |
| アルゼンチン、ベナン、ボリビア、ボツワナ、ブラジル、中央アフリカ共和国、コンゴ民主共和国、ドミニカ国、ガボン、ガーナ、ギリシャ、アイルランド、イタリア、ケニア、レソト、ルクセンブルク、ナイジェリア、サモア、セネガル、ウガンダ、ウルグアイ、ザンビア | 起草段階           | 起草段階         |
| ドミニカ共和国、エクアドル、ホンジュラス、ハンガリー、ヨルダン、パナマ、ベネズエラ | 起草段階           | なし             |
| メキシコ | なし               | 起草段階         |
| アフガニスタン、アルバニア、アンドラ、アンティグア・バーブーダ、バルバドス、ベリーズ、ブルキナファソ、カンボジア、キプロス、ジブチ、フィジー、ガンビア、ギニア、ガイアナ、リベリア、マラウイ、マーシャル諸島、モーリシャス、モンゴル国、ナミビア、ナウル、パラグアイ、セントビンセント・グレナディーン、サンマリノ、シエラレオネ、マケドニア共和国、タジキスタン、東ティモール、タンザニア | なし               | なし             |

### 署名および批准・加入の概要

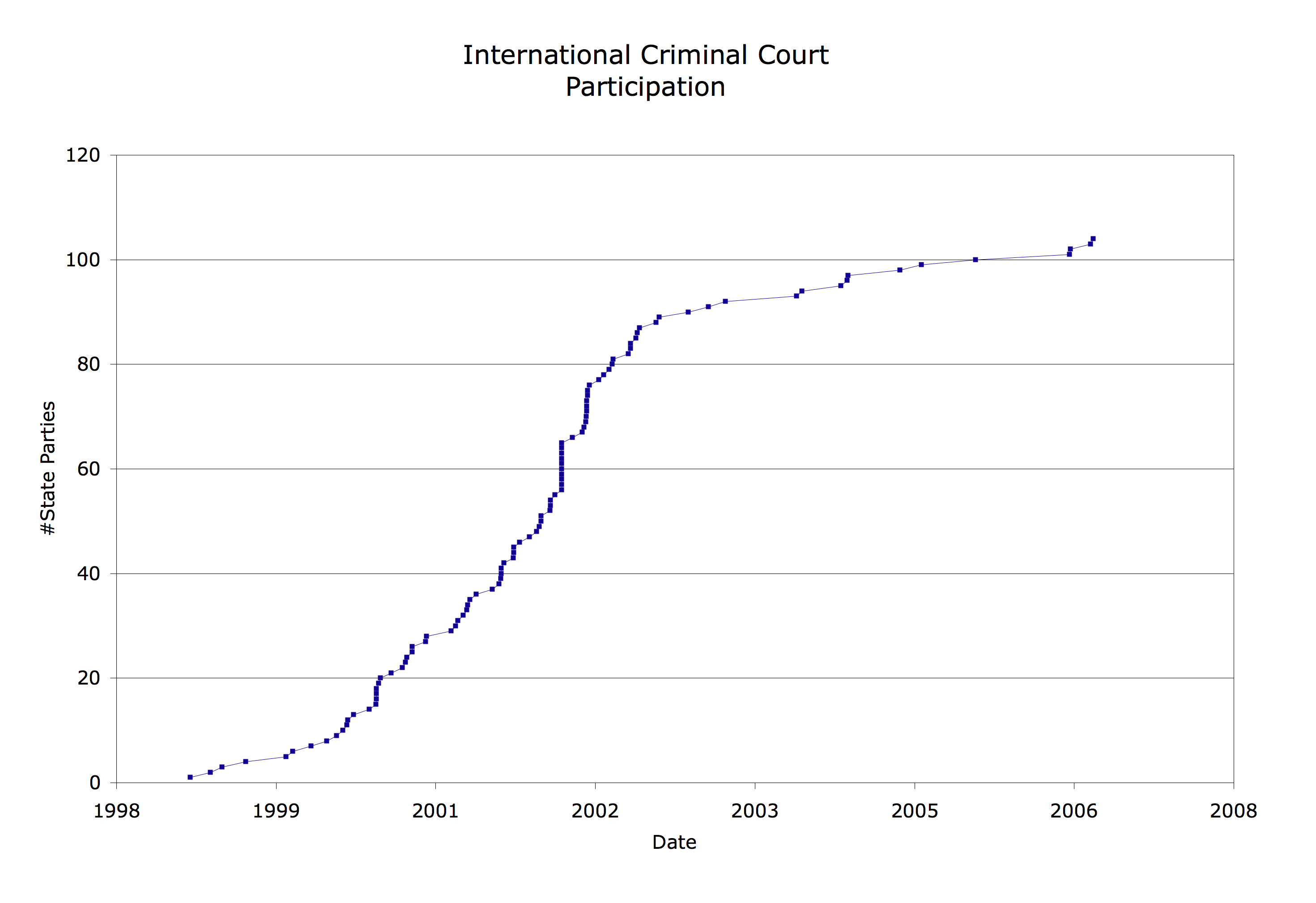
1999年〜2006年の締約国総数

| 日付           | 署名       | 署名     |
| 1998年12月31日 | 72         | 72       |
| 1999年12月31日 | 93         | 93       |
| 2000年12月31日 | 137        | 137      |
| 日付           | 批准・加入 | 既署名国 |
| 1998年12月31日 | 0          | 72       |
| 1999年12月31日 | 6          | 87       |
| 2000年12月31日 | 27         | 112      |
| 2001年12月31日 | 48         | 92       |
| 2002年12月31日 | 87         | 55       |
| 2003年12月31日 | 92         | 51       |
| 2004年12月31日 | 97         | 46       |
| 2005年12月31日 | 100        | 43       |
| 2006年12月31日 | 104        | 41       |
| 2007年12月31日 | 105        | 41       |
| 2008年12月31日 | 108        | 40       |
| 2009年12月31日 | 110        | 38       |
| 2010年12月31日 | 114        | 34       |
| 2011年12月31日 | 120        | 32       |
| 2012年12月31日 | 121        | 32       |
| 2013年12月31日 | 122        | 31       |
| 2014年12月31日 | 122        | 31       |
| 2015年12月31日 | 123        | 31       |
| 2016年12月31日 | 124        | 31       |
| 2019年12月31日 | 125        | 31       |

### 裁判官の割当て
国際連合の地域グループごとの締約国数は、各グループに割り当てられている裁判官の最少人数に影響する。国際刑事裁判所裁判官の候補者指名と選挙の手続規定20(b)は、5つの地域グループのいずれからも、最低2名の裁判官が裁判所に置かれることを定めている。ただし、あるグループに17以上締約国がある場合、当該グループには3人目の裁判官が割り当てられる。
以下の表には、各地域グループの締約国数が挙げられている。2011年12月1日のモルディブの加入により、アジアグループが最後に3名の裁判官を割り当てられた地域グループとなった。この割当ては、既に2011年の国際刑事裁判所裁判官選挙に反映されている。
| グループ     | 締約国数 | 裁判官の割当数 |
| アフリカ     | 34       | 3              |
| アジア太平洋 | 19       | 3              |
| 東欧         | 18       | 3              |
| 中南米       | 27       | 3              |
| 西欧・その他 | 25       | 3              |

## 管轄権の受入れ
国際刑事裁判所ローマ規程第12条第3項により、規程に加盟していない国は、「裁判所書記に対して行う宣言により、問題となる犯罪について裁判所が管轄権を行使することを受諾する」ことができる。これを行う国が規程の締結国ではない場合であっても、規程の関係する条項は受諾する国に適用されるが、これは当該問題限りの判断としてなされる。
これまでのところ、裁判所は5つの第12条第3項に基づく宣言を公表している。また、2013年12月、エジプトの自由と公正党がエジプトを代表して、管轄を受け入れることを求めて宣言を送付した。しかしながら、検察局は、2013年7月のエジプトクーデターの後同党が失脚したため、同党には宣言を行う権限がないと認定した。
| 国               | 受入日         | 管轄開始       | 管轄終了      | 加盟日       |
| ---------------- | -------------- | -------------- | ------------- | ------------ |
| コートジボワール | 2003年4月18日  | 2002年9月19日  | 無期限        | 2013年5月1日 |
| パレスチナ       | 2009年1月21日  | 2002年7月1日   | 無期限        | 2015年4月1日 |
| ウクライナ       | 2014年4月9日   | 2013年11月21日 | 2014年2月22日 | 非加盟       |
| パレスチナ       | 2014年12月31日 | 2014年6月13日  | 無期限        | 2015年4月1日 |
| ウクライナ       | 2015年9月8日   | 2014年2月20日  | 無期限        | 非加盟       |

|  | 斜体 は、検察局により宣言が無効と見なされたことを意味する。 |

## 未批准の署名国
ローマ規程に署名した137か国中、29か国が未批准である。
| 国                   | 署名           |
| -------------------- | -------------- |
| アルジェリア         | 2000年12月28日 |
| アンゴラ             | 1998年10月7日  |
| バハマ               | 2000年12月29日 |
| バーレーン           | 2000年12月11日 |
| カメルーン           | 1998年7月17日  |
| エジプト             | 2000年12月26日 |
| エリトリア           | 1998年10月7日  |
| ギニアビサウ         | 2000年9月12日  |
| ハイチ               | 1999年2月26日  |
| イラン               | 2000年12月31日 |
| イスラエル*          | 2000年12月31日 |
| ジャマイカ           | 2000年9月8日   |
| クウェート           | 2000年9月8日   |
| キルギス             | 1998年12月8日  |
| モナコ               | 1998年7月18日  |
| モロッコ             | 2000年9月8日   |
| モザンビーク         | 2000年12月28日 |
| オマーン             | 2000年12月20日 |
| ロシア*              | 2000年9月13日  |
| サントメ・プリンシペ | 2000年12月28日 |
| ソロモン諸島         | 1998年12月3日  |
| スーダン*            | 2000年9月8日   |
| シリア               | 2000年11月29日 |
| タイ                 | 2000年10月2日  |
| アラブ首長国連邦     | 2000年11月27日 |
| アメリカ*            | 2000年12月31日 |
| ウズベキスタン       | 2000年12月29日 |
| イエメン             | 2000年12月28日 |
| ジンバブエ           | 1998年7月17日  |

| * | = 批准する意思がないことを表明した国 |

条約法に関するウィーン条約により、条約に署名したものの批准していない国は、当該条約の「趣旨及び目的を失わせることとなるような行為」を慎む義務がある。しかし、この義務は、当該国が「条約の当事国とならない意図を明らかに」したときには継続しない。署名国のうちの4か国（イスラエル、ロシア、スーダンおよび米国）は、もはやローマ規程の締結国とならないという意思を国連事務総長に通告しており、したがって、署名から生じる法的責任を有していない。

### バーレーン
バーレーン政府は、当初、2006年5月に、2006年7月に終了する会合においてローマ規程に批准すると発表した。2006年12月までに批准が完了しなかったが、国際刑事裁判所を求めるNGO連合は、2007年に批准がなされるだろうと述べた。

### イスラエル
イスラエルは、ローマ規程の採択に反対の票を投じたが、後に短期間署名をしていた。2002年、イスラエルは、国連事務総長に対し、もはやローマ規程の締結国になる意思がないことを通告し、したがって、規程への署名から生じる法的責任を有していない。
イスラエルは、国際刑事裁判所の目標に「深い共感」を有していると述べている。しかし、同国は、国際刑事裁判所に対する政治的圧力により、同裁判所が国際法を再解釈し、「新たな犯罪を創出する」ことにつながることを懸念している。同国は、その例として、「支配側の一般市民の一部の被支配地域への移転」を戦争犯罪に取り込んだことを引き合いに出し、同時に、テロリズムや薬物取引が除外されていることに異議を唱えている。イスラエルは、検察官に与えられた権力が過大であり、また、裁判官の地理的な任命により、国連の地域グループのいずれにも属することができないイスラエルが不利になっていると考えている。

### クウェート
2007年の会議において、クウェート弁護士会およびクウェート国民議会書記長のフセイン・アル＝ヘレティは、クウェートが国際刑事裁判所に加盟することを求めた。

### ロシア
ロシアは、2000年にローマ規程に署名した。2016年11月14日、ICCは、ロシアによるウクライナへの軍事介入の事前捜査についての報告書を発表し、「クリミア及びセヴァストポリの領域内における状況は、実際のところ、進行中の占領も同然」であり、「報じられているような双方の国による相手国軍事基地への爆撃や、ウクライナによるロシア軍人の拘束及びロシアによるウクライナ軍人の拘束といった情報は、東ウクライナにおける武装戦闘を背景とした国際的な武力衝突の存在を示唆する、ロシア軍とウクライナ政府軍との間の直接的な軍事的戦闘を表している」とした。これに対して、ロシア大統領のウラジーミル・プーチンによる大統領布告は、「ロシア連邦はもはやローマ規程の加盟国とならないとの意思を、国際連合事務総長に送付した」ことを認めた。公式な発表は11月30日になされた。

### タイ
前上院議員のクライサック・チュンハワンは、2006年11月、薬物取引が疑われた者に対して2003年に行われた、2500件の管轄外の殺戮の疑いに関連する人道に対する罪に関して、前首相のタクシン・シナワットを捜査できるようにするため、タイがローマ規程を批准して遡及的に管轄を受け入れるよう求めた。

### アメリカ
米国は2000年12月に（大統領のビル・クリントンのもとで）ローマ規程に署名したが、クリントンは、「我々の根本的な懸念が解消されるまでは、助言と同意を求めるためにローマ規程を上院に送付することはしないし、次期大統領［ジョージ・W・ブッシュ］にも勧めない」と述べ、批准のために上院に規程を送付することをしない決断をした。米国上院のICC反対派は「新しい国際組織に懐疑的で、アメリカの主権をなお嫉妬深く守りたがって」おり、ローマ規程以前は、ICCへの反対は主に共和党上院議員のジェシー・ヘルムズによってなされていた。2002年5月6日、ブッシュ政権はICCの締約国になる意思がないと述べ、国連事務総長のコフィー・アナンへの書簡において、国務次官（軍備管理・国際安全保障担当）のジョン・ボルトンは、「米国は規程の締約国になる意思はなく」、「米国は2000年12月31日の署名から生じる法的義務を一切負わない」と述べた。この書簡は、規程への「非署名」を呼ばれることがあるが、書簡の実際の法的効果についての法的意見はこれと異なり、大統領には一方的に規程に「署名しない」こととする権限はないと主張する学者もいる。
米国は、ブッシュ大統領の在任期間を通じて、「国際刑事裁判所に非友好的な態度をとった」。2002年、米国議会は米国軍人保護法（ASPA）を採択し、同法は2002年8月2日に署名されて成立した。同法の「最も重要な目的は、米国政府がICCを支持することを防ぐことであった」。ASPAの主要な条項は、米国がICCに資金提供を行うことを阻み、また、ローマ規程第98条（ICC締約国の領域にいる個人をICCが訴追することで、同国が当事国である他の二国間条約又は多国間条約の条項に違反することとなる場合に、ICCがかかる訴追をすることを禁じている）の助けを借りて、米国外にいる米国市民にICCの管轄が及ばないようにするため、米国がICCの全署名国と合意を結ぶことを求めている。従来、第98条は、米国軍人を招聘して受け入れる国家が、外国裁判所での米国軍人に対する訴追の免責に同意するという、伝統的な地位協定やミッション地位協定との関係で利用されていた。議会のICC反対派に支持されていたブッシュ政権は、米国軍だけでなく「協定が結ばれた国にいる全ての米国市民について、ICCからの免責を保証する」二国間免責協定（BIA）を積極的に締結しようとする新たな戦略をとった。元のASPAでは、米国とBIAを締結することを拒否した国は、軍事的援助を失うなどの制裁を受けることとされていた（もっとも、これらの規定は廃止されている）。2006年12月現在、アメリカ国防省は、102か国との間でBIAが署名されたと発表している。2002年、米国は、国連平和維持軍がICCの訴追からの免責を得られない限り、全ての平和維持活動の更新に関して拒否権を発動すると警告した。妥協的な措置として、安全保障理事会は、2002年7月12日、決議1422を成立させ、国際連合が設立し又は認可した任務に関わる非加盟国の者について、更新可能な12か月間、免責が与えられた。同決議は、2003年に12か月間の更新がなされたが、米国軍のアブグレイブ刑務所における捕虜虐待が明らかとなった後の2004年には、安全保障理事会は免責の更新を拒否し、米国は更新の要求を取り下げた。
オバマ政権において、米国はローマ規程の批准への動きをとらなかったが、ICCの前に事件に対する援助をすることで「慎重かつ事案ごとにICCを支持する手法」を採用した。国務長官のヒラリー・クリントンは、戦争犯罪を司法に持ち込んで米国の利益を増大するようにして、米国は効果的なICCの行動を促進すると述べた。オバマ政権においてなされた米国のICC支持の動きは、オブザーバーとしての年次締約国会議への参加や、ICCへの事件の付託のための安全保障理事会常任理事国の地位の利用（2011年のリビア案件を含む）、ICCへの「逃亡人についての情報の共有とその他の相当な非金銭的支援の提供」、および戦争犯罪報奨プログラムの拡大を含んでいた。

### イエメン
2007年3月24日、イエメン議会はローマ規程の批准のための採決を行った。しかし、この採決は議会の規則に違反していたと主張し、再採決を求めた議員がいた。その再採決において、批准は取り消された。

## 署名していない非加盟国
ローマ規程への署名は、2000年12月31日に期限を迎えた。この日以前に署名をしなかった国は、一足飛びに規程に加入する必要がある。
国際連合加盟国、国際連合総会におけるオブザーバー、又はその他の国際連合事務総長により完全な条約締結能力を持つと認められた国である全ての国のうち、規程に署名も加入もしていない国は41か国である。
- アゼルバイジャン
- ベラルーシ
- ブータン
- ブルネイ
- 中国
- キューバ
- 赤道ギニア
- エチオピア
- インド
- インドネシア
- イラク
- カザフスタン
- 朝鮮民主主義人民共和国
- ラオス
- レバノン
- リビア
- マレーシア
- モーリタニア
- ミクロネシア連邦
- ミャンマー
- ネパール
- ニカラグア
- ニウエ
- パキスタン
- パラオ
- パプアニューギニア
- カタール
- ルワンダ
- サウジアラビア
- シンガポール
- ソマリア
- 南スーダン
- スリランカ
- スワジランド
- トーゴ
- トンガ
- トルコ
- トルクメニスタン
- ツバル
- バチカン市国
- ベトナム

さらに、慣行および事務総長に提出された宣言に従って、以下の海外領土・自治領においてはローマ規程は発効していない。
- ガーンジー島: 英国の王室属領
- ジャージー島: 英国の王室属領
- トケラウ: ニュージーランド領

### 中国
中華人民共和国は、国際刑事裁判所は国民国家の主権に反していること、補完性原則によって国際刑事裁判所が各国の司法制度を評価することができるようになっていること、戦争犯罪の管轄が国際的な紛争だけでなく国内の紛争にも及んでいること、国際刑事裁判所の管轄が平時の人道に対する罪に及んでいること、侵略犯罪を取り込んでいることは国連安全保障理事会の役割を低下させること、および、検察官の訴追を開始できる権限により、国際刑事裁判所が政治的影響を受けうることを根拠として、国際刑事裁判所に反対している。

### インド
インド政府は、一貫して国際刑事裁判所に反対している。同国は、人道に対する罪について広く定義されていること、国連安全保障理事会に対し、捜査を中止又は遅延させたり非加盟国を拘束したりする権利を与えていること、核兵器その他の大量破壊兵器の使用が明示的に犯罪とされていないことに反対すると述べて、1998年の規程の採択においては棄権した。その他の国際刑事裁判所に関する懸念としては、補完性原則がインドの刑事司法制度にどのように適用されるのかということ、国際的でない紛争についての戦争犯罪が取り込まれていること、検察官が訴追を開始する権限を有していることである。

### インドネシア
インドネシアは、ローマ規程の採択を支持し、「全世界的な参加が国際刑事裁判所の基礎となるだろう」と述べた。2004年、インドネシア大統領は、人権に関する国家行動計画を採択し、その中で、インドネシアは2008年にローマ規程を批准する意思であることが述べられた。このことは、2007年に、外務大臣のハッサン・ウィラユダおよびインドネシア国民議会国防・外交委員長のテオ・サンブアガによって確認された。2013年5月、国防大臣のプルノモ・ユスギアントロは、政府が「慎重かつ入念に批准の長所と短所を検討するには、さらに時間」が必要だと述べた。

### イラク
2005年2月、イラク移行政府はローマ規程の批准を決定したが、2週間後、この決定を覆した。国際刑事裁判所を求めるNGO連合は、この措置は米国の圧力が原因であると主張した。

### レバノン
2009年3月、レバノンの法務大臣は、同国政府が当面加盟しない決定をしたと述べた。国際刑事裁判所を求めるNGO連合は、この決定の原因の一部が、将来的な対立の際にイスラエル人が訴追される結果になる可能性を恐れる米国からの「強い圧力」によるものだと主張した。

### マレーシア
2011年、マレーシアの法律および議会の事項を担当する大臣であるモハメッド・ナズリ・アブドゥル・アジズは、同国政府がローマ規程を批准することに同意したと述べた。マレーシアにおいては、内閣が国際条約の批准をする権限を有すると報道されている。2016年現在、司法長官がマレーシアの規程の批准を調査している。

### ネパール
2006年7月25日、ネパールの代議院は、政府に対し、ローマ規程を批准するよう命じた。ネパール法において、この動議は行政部の義務である。
規程の批准を求めた議会の解散後、2015年3月に、ネパール法務・司法・議会担当大臣のナラハリ・アーチャールヤは、「批准過程の調査を行うための作業部会を結成した」と述べた。しかし、アーチャールヤは、批准は第2次制憲議会が議論をしている「新憲法の公布までは不可能である」と述べた。

### パキスタン
パキスタンは、国際刑事裁判所の目標を支持し、1998年にはローマ規程に賛成の投票をした。しかし、パキスタンは、ローマ規程が批准や加入に際して留保を認めていないこと、仮拘禁を含んでいること、国家元首の免責がないことなど、複数の難点があることを理由に、署名していない。さらに、パキスタン（国連平和維持活動の主要派遣国の一つである）は、米国同様、政治的な動機による平和維持活動に対する告発の利用可能性について、留保を表明している。

### 南スーダン
南スーダン大統領のサルバ・キール・マヤルディは、2013年、同国はICCに加盟しないと述べた。

### トルコ
トルコは現在、欧州連合（EU）の加盟候補国であり、加盟交渉を継続するためには、人権問題に関する進展が求められている。その一部には、EUの共通外交・安全保障政策によって支持されている国際刑事裁判所へのトルコの加盟が、必須ではないにせよ、圧力として含まれている。首相のレジェップ・タイイップ・エルドアンは、2004年10月、トルコが「間もなく」ローマ規程を批准するだろうと述べ、トルコ憲法は、2004年、国民が国際刑事裁判所に引き渡されることを明示的に許容する改正がなされた。しかし、2008年1月、エルドアン政権はこの立場を覆し、加盟はクルディスタン労働者党に対抗する活動を阻害するとの懸念から、加盟を棚上げすることを決断した。